# مصطفى نجاي بيسين
مصطفى نجاي بيسين (21 سبتمبر 1998) هو لاعب كرة قدم كاميروني، يلعب كمهاجم لساكاتشيسباس.